# Funkenerodieren

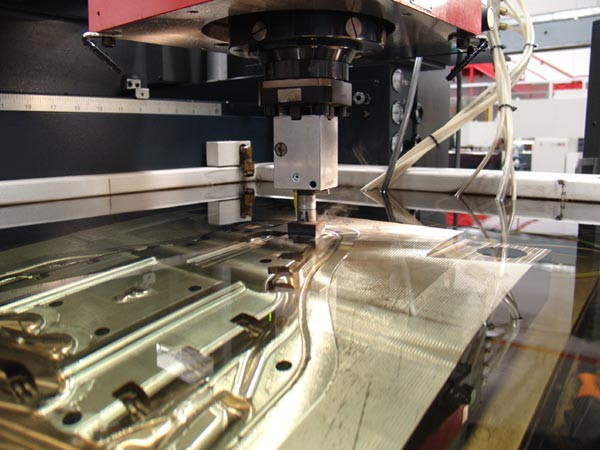
Senkerodieren einer Stahlkavität unter eingelassenem Dielektrikum

Das Funkenerodieren (kurz EDM von engl. electrical discharge machining; auch funkenerosives Bearbeiten, funkenerosives Abtragen (DIN 8580) oder elektroerosives Bearbeiten) ist ein abtragendes Fertigungsverfahren für leitfähige Materialien, das auf elektrischen Entladevorgängen (Funken) zwischen der Elektrode als Werkzeug und dem leitenden Werkstück beruht.

## Bearbeitungsvorgang

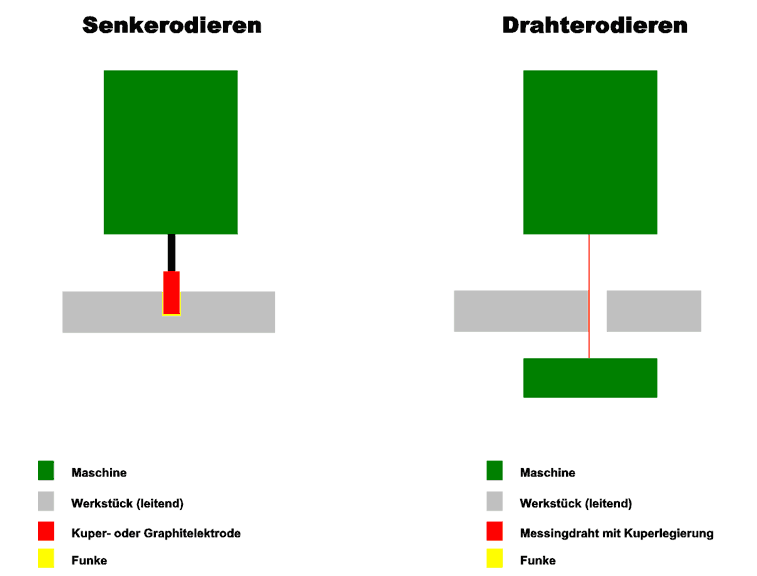
Draht- und Senkerodieren

Die Bearbeitung findet in einem nichtleitenden Medium statt, dem sogenannten Dielektrikum (meist Öl oder deionisiertes Wasser). Entweder befinden sich Werkstück, Werkzeug und Dielektrikum in einem Becken oder das Dielektrikum wird durch Schläuche zum zu erodierenden Bereich geführt, wo es Werkzeug und Werkstück umspült.
Das Elektrodenwerkzeug wird bis auf 0,004 bis 0,5 mm an das Werkstück herangeführt. Im richtigen Moment wird der Überschlag von Funken durch eine Erhöhung der anliegenden Spannung herbeigeführt. Die Funken lassen das Material punktförmig aufschmelzen und verdampfen. Das Abtragsergebnis wird von Intensität, Frequenz, Dauer, Länge, Spaltbreite und Polung der Entladungen beeinflusst.
Das Werkzeug wird mit Hilfe einer CNC-Steuerung bewegt. Es lassen sich komplexe geometrische Formen herstellen.
Das Elektrodenmaterial wird passend zum bearbeitenden Werkstoff ausgewählt. Kupfer, Messing, Graphit, Kupferlegierungen (meist mit Wolfram) und Hartmetall sind die gängigsten Elektrodenmaterialien.
Man unterscheidet zwischen funkenerosivem Bohren (Bohrerodieren), funkenerosivem Schneiden (Drahterodieren), bei dem ein Draht die Elektrode bildet, und funkenerosivem Senken (Senkerodieren), bei dem die Elektrode als negative Form mit Hilfe einer Funkenerodiermaschine in das Werkstück gerückt wird. Immer weitere Anwendung findet auch das Scheibenerodieren, wobei eine Kupfer-, Kupfer-Wolfram- oder auch Graphit-Scheibe als rotierende Elektrode dient.
Die Werkzeugelektrode wird normalerweise elektrisch positiv beschaltet und die Funken durch eine schnelle Folge von Impulsen von möglichst konstanter Energie ausgelöst.

## Geschichte
Im Jahre 1770 entdeckte der englische Wissenschaftler Joseph Priestley die erodierende Wirkung elektrischer Entladungen.
Im Jahre 1943 kamen die russischen Wissenschaftler und Eheleute Boris Romanowitsch (russisch Борис Романович) und Natalja Ioasafowna Lasarenko (russisch Наталья Иоасафовна Лазаренко) bei Forschungsarbeiten mit dem Ziel, die Beschädigung von elektrischen Kontakten durch Funkenbildung beim Schaltvorgang zu vermindern, auf die Idee, die zerstörende Wirkung elektrischer Entladungen nutzbar zu machen und ein Verfahren zur kontrollierten Bearbeitung von Metallen zu entwickeln. Sie nannten das Verfahren Funkenerosion, weil zwischen zwei Stromleitern, die in ein flüssiges Dielektrikum getaucht wurden, eine Folge von Funken erzeugt wurde. Das Prinzip des damals benutzten Entladungsgenerators mit der Bezeichnung Lazarenkokreis fand lange Zeit beim Bau von Generatoren für Funkenerodiermaschinen Anwendung. In verbesserter Form wird dieser Typ von Generatoren noch heute bei bestimmten Anwendungen eingesetzt.
Die erste Maschine für die Bearbeitung durch Funkenerosion wurde 1955 auf der Europäischen Werkzeugmaschinen-Ausstellung in Mailand vorgestellt. Die erste NC-Drahterodiermaschine wurde 1969 in der Schweiz durch die AG für industrielle Elektronik (AGIE) entwickelt und vorgestellt. Damit war es nicht mehr notwendig, eine Elektrode vor der Bearbeitung herzustellen. Heute werden CNC-Erodiermaschinen im Maschinen- und Anlagenbau eingesetzt, da so komplizierte Formen unter anderem auch in harten Materialien hergestellt werden können (Schneidstempel, Matrizen).
Seit 1982 wird die Funkenerosion auch im Feinhandwerk, wie beispielsweise in der Zahntechnik, verwendet und weiterentwickelt. Die Dentale Funkenerosion findet Anwendung beim Einbau von Friktionsstiften oder bei Formpassungen für Steck- und Schwenkriegel und Geschiebeverbindungen aller Art. 1995 wurde das weiterentwickelte Sensoring-Attachment-Erosion (SAE) um den bedeutenden Einsatzbereich der funkenerosiven Passivierung von implantatgetragenem Zahnersatz erweitert.

## Einsatzgebiete
Das Funkenerodieren wird einerseits zur Bearbeitung schwer zerspanbarer Werkstoffe eingesetzt, deren mechanische Bearbeitung zum schnellen Verschleiß konventioneller Werkzeuge führt. Andererseits kann bei der Fertigung von komplexen Formen in leitfähigen Materialien eine sehr hohe Präzision erreicht werden, die auf andere Weise einen deutlich höheren Aufwand erforderte.
Das Erodieren eignet sich besonders zur Herstellung von tiefen und schmalen Senkungen und Schnitten sowie von sehr komplexen Oberflächenstrukturen.
Gehärteter Stahl, harte Titanlegierungen, Hartmetall, Hartstoffe und leitfähige hochfeste Keramiken, welche vor allem in der Luft- und Raumfahrt Verwendung finden, können gut bearbeitet werden.
Oberflächenstrukturen mit variabler Rauheit lassen sich ebenso erzeugen wie gratfreie Kanten. Mit entsprechendem Aufwand können Oberflächen auch poliererodiert werden.
Durch den Einsatz eines Koordinatenmessgeräts sowie eines Elektrodenwechslers beim Bohr- und Senkerodieren können die Verfahren weiter automatisiert werden.
Eines der wichtigsten Einsatzgebiete ist der Werkzeugbau in der Industrie (Formenbau). Insbesondere Spritzgusswerkzeuge für Kunststoffspritzgieß-Maschinen werden durch Erodieren hergestellt. Diese äußerst harten Formen müssen äußerst exakt angefertigt werden, wofür sich Erodieren bestens eignet.

### Nachteile
- Die Elektrodenherstellung ist relativ aufwendig.
- Zum Einrichten der Maschine muss jede Elektrode ausgemessen (Mittenversatz, Drehung, Länge) und die Messdaten müssen in der Programmierung berücksichtigt werden.
- Der Materialabtrag pro Arbeitstakt ist gering. Das beschränkt die Anwendung auf den Abtrag begrenzter Materialmengen.
- Da Temperaturschwankungen zu Ungenauigkeiten führen, muss der Raum zum präzisen Arbeiten klimatisiert werden.
- In der Summe die höchsten Fertigungskosten im Werkzeug- bzw. Formenbau
- Die zu bearbeitenden Werkstoffe müssen elektrisch leitfähig sein.

## Elektrodenmaterial
Je nach Verfahren werden für die Elektroden unterschiedliche Materialien verwendet:
- Bohrerosion: Kupfer- oder Messingröhrchen in verschiedenen Profilen (ø 0,1 – 6,0 mm)
- Drahterosion: Messing-, Molybdän- oder Kupferdraht, teilweise auch beschichtet (ø 0,02 – 0,33 mm)
- Senkerosion: Kupfer- oder Graphitblöcke, die meist mit Hochgeschwindigkeitsfräsverfahren, seltener mit Ultraschallschwingläppen, ihre Form erhalten. Teilweise gibt es auch an den Erodiermaschinen Abrichtvorrichtungen zur Profilierung der Elektrode. Beim Scheibenerodieren ist meistens ein Abrichtdrehmeißel fest montiert, mit dem die Elektrode frei profiliert und bei starker Abnutzung wieder in Form gebracht werden kann.